# Sapheneutis thlipsias
Sapheneutis thlipsias is een vlinder uit de familie van de zakjesdragers (Psychidae). De wetenschappelijke naam van deze soort is voor het eerst voorgesteld door Edward Meyrick in een publicatie uit 1915.
De soort komt voor in Congo-Brazzaville, Kenia en Malawi.